# Aeroporto di Pontedera
L'aeroporto "Silvio Soli" di Pontedera (IATA: nessuno, ICAO: LIAT), già aeroscalo, fu una infrastruttura militare realizzata a sud di Pontedera in località Curigliana e operativo dal 1913 al 2000 circa. Prima dismesso e successivamente smantellato, al suo posto oggi sorge parte della nuova zona industriale denominata PIP III.

## Storia
L'Aeroporto di Pontedera nacque come aeroscalo per dirigibili (aeronavi), fu fatto costruire infatti dalla Regia Marina nel 1913, alla vigilia della prima guerra mondiale.

### La costruzione dell'Aeroscalo della Regia Marina
La scelta dell'ubicazione nella campagna a sud-ovest di Pontedera fu determinata dalla relativa vicinanza con il Mar Ligure, dalle buone condizioni climatiche, in particolare dai venti favorevoli ma soprattutto dalla presenza della vicina linea ferroviaria Firenze-Pisa-Livorno, già Leopolda. A tale proposito fu realizzato anche un tratto ferroviario che staccandosi dalla linea principale, penetrava fin dentro il recinto dell'aeroscalo giungendo fino all'aviosuperficie.
Spiccava da lontano in mezzo alla campagna di Curigliana il grande hangar per il ricovero dei dirigibili, costruito dalla ditta Savigliano di Torino. Quella figura è rimasta impressa nella memoria collettiva della città e tramandata di generazione in generazione fino ai nostri giorni. In effetti l'atterraggio del dirigibile e l'entrata delle aeronavi nel grande portello dell'hangar che si apriva lentamente, era uno spettacolo grandioso per quel periodo che non aveva ancora esperienza con la nautica del volo. La vista di un grande mezzo volante colpiva fortemente l'immaginario delle persone creando forti emozioni negli spettatori.
Oltre all'hangar all'interno della base sorgeva la palazzina comando a forma di ferro di cavallo, le caserme per il personale, le officine, una piazza d'armi contigua ad un giardino che separava il comando dall'hangar, infine una torre adibita a serbatoio di acqua e il tratto di collegamento con la ferrovia Firenze-Pisa-Livorno, Di fronte all'entrata dell'hangar di solito veniva gonfiato anche un grande pallone aerostatico, utile sia per rilevare i venti e le condizioni atmosferiche sia come segnalatore e punto di avvistamento.
Durante la Prima guerra mondiale fu montato anche un secondo hangar ausiliario, tipo "Bosco", per il ricovero dei dirigibili più piccoli.

### L'aeroscalo durante la Prima guerra mondiale
La piccola flotta di dirigibili di stanza nell'aeroscalo di Pontedera doveva essere impiegata essenzialmente nel pattugliamento del mar Ligure, tra l'isola d'Elba, la Corsica ed il Golfo della Spezia, per la ricerca e l'avvistamento di navi ed ancor più di sommergibili nemici. Anche la scorta di convogli e di squadre navali e l'avvistamente dall'alto di eventuali unità nemiche, era compito precipuo delle aeronavi.
Così avevano stabilito gli Stati Maggiori di Marina ed Esercito. Ciò è confermato dal fatto che nel 1913 l'Italia era alleata militarmente con l'Austria-Ungheria e con la Germania nella Triplice Alleanza contro la Duplice Intesa formata da Francia e Russia (a cui si aggiunse poi l'Inghilterra divenendo "Triplice"), in base a ciò i piani militari e gli scenari di guerra sia di mare che di terra ipotizzati presso gli stati maggiori italiani erano orientati tutti contro la Francia, cioè in direzione nord-ovest. A livello di guerra sul mare il pericolo perciò sarebbe dovuto provenire proprio da quella direzione, cioè dalla Corsica, dall'Alto Tirreno e dal mar Ligure.
Fu il cambiamento di alleanze dell'Italia con il passaggio all'Intesa che cambiò radicalmente la situazione. Con l'entrata in guerra dell'Italia nel 1915 al fianco di Francia, Inghilterra e Russia, lo scenario bellico marino principale mutò completamente, trasferendosi dal Tirreno al Mare Adriatico. In seguito a ciò la base fu data in gestione al Regio Esercito, per il montaggio, il gonfiaggio e il collaudo dei nuovi dirigibili. Ciò avveniva in coordinamento con un altro aeroscalo toscano, già attivo dal 1915 a Campi Bisenzio.
Pur passando in secondo piano, non poteva essere comunque trascurata la minaccia proveniente dal mare, che sarebbe potuta essere comunque insidiosa per le navi italiane a causa della presenza in tutto il Mediterraneo dei sommergibili, i micidiali U-Boot tedeschi ed austro-ungarici.
Ma fu con la ripresa nei primi giorni del febbraio 1917 della Guerra sottomarina indiscriminata, da parte della Germania, che la minaccia diventò ancora più insidiosa e l'aeroscalo fu utilizzato durante il restante periodo della prima guerra mondiale nel pattugliamento dal cielo del tratto di mare in questione. L'aeroscalo tornò quindi di competenza della Regia Marina, insieme con la flotta di stanza a Pontedera che non superò mai i tre aeromobili, gli equipaggi restarono misti, cioè formati dal personale sia della Marina sia del Regio Esercito, nei rispettivi corpi aeronautici.

### La tragedia dell'aeronave U-5

Una cartolina ricordo dei caduti della Regia Aeronave "U-5"

Durante i tre anni del periodo bellico non ci furono fatti bellici rilevanti che interessarono l'aeroscalo pontederese.
L'unico episodio da ricordare fu la caduta dell'aeronave U-5 che stava facendo ritorno alla base dopo un pattugliamento tra Punta Troia (oggi Punta Ala), l'Isola d'Elba e la Corsica. L'incidente avvenne il 2 maggio 1918; il dirigibile precipitò a terra in località Valdiperga nel comune di Castellina Marittima, dove esiste ancora oggi un cippo funerario a ricordo dei caduti. Nell'incidente morirono tutti e cinque i membri dell'equipaggio: il comandante tenente Federico Fenu, i sottotenenti Enrico Magistris e Luigi Carta Satta appartenenti al Regio Esercito, il sottocapo telegrafista Michele Rosato e il sottocapo motorista Tommaso Perrone, entrambi della Regia Marina.
L'aeronave non fu abbattuta ed i motivi della caduta non furono mai del tutto chiariti. Alla fine della guerra fu istituita presso la base per dirigibili di Pontedera una commissione d'inchiesta per indagare sulle cause della caduta che però non riuscì a dare una risposta definitiva; fu ipotizzato un cedimento strutturale a causa dell'usura del velivolo. Alla commissione prese parte anche Umberto Nobile che in quel periodo era vice-direttore dello Stabilimento di Costruzioni Aeronautiche di Roma e Celestino Usuelli costruttore di quel dirigibile.

### Il primo dopoguerra ed il passaggio alla Regia Aeronautica
Nell'immediato dopoguerra la flotta di dirigibili dell'aeroscalo fu impiegata anche per voli turistici, finalizzati a raccogliere fondi per le famiglie bisognose di Pontedera che avevano avuto parenti caduti in guerra. L'iniziativa partì nel 1919 e fu autorizzata direttamente dal Ministero della Marina e riscosse un grande successo, poiché solcare i cieli con il dirigibile era una esperienza unica; in quegli anni l'aviazione sta ancora facendo i primi passi e il volo non era certo una esperienza per tutti.
Il biglietto costava 100 lire e la durata del volo era di circa 2 ore; l'M-9 era l'aeronave utilizzata.
Il comando dell'aeroscalo aveva previsto tre itinerari:
- Itinerario A: Pontedera - Lucca - Pisa - Livorno - Pontedera;
- Itinerario B: Pontedera - Lago di Massaciuccoli - Pietrasanta - Massa - Marina di Massa - Forte dei Marmi - Viareggio - Pontedera;
- Itinerario C: Pontedera - Empoli - Firenze - Pontedera.[4]

Il 28 marzo 1923 fu costituita la Regia Aeronautica come Forza Armata autonoma, unendo i rispettivi corpi aeronautici di Esercito e Marina, la quale incamerò anche tutte le infrastrutture aeronautiche appartenute alla altre due Forze Armate italiane. Per tale motivo anche l'aeroscalo di Pontedera il 20 dicembre 1923 passò sotto il controllo della Regia Aeronautica.
Nell'hangar dell'aeroscalo pontederese soggiornò per lungo tempo il dirigibile N-1, costruito da Umberto Nobile e ribattezzato successivamente NORGE, con il quale il grande trasvolatore italiano compì la sua prima spedizione polare nel 1926 insieme all'esploratore norvegese Roald Amundsen e all'americano Lincoln Ellsworth. L'impresa del Norge fu coronata dalla conquista dall'alto del Polo Nord.

### Il raid dirigibilistico Pontedera-Barcellona
Ma proprio il dirigibile N-1 in partenza dall'aeroscalo di Pontedera, fu protagonista di un raid impegnativo sul Mediterraneo. Il 30 maggio 1925 alle ore 22.30 l'N-1 partì da Pontedera al comando del capitano Giuseppe Pomarici, con un equipaggio di 8 uomini più 5 passeggeri; a 10 km da Capo Corso si congiunse con il dirigibile Esperia partito da Roma Ciampino. Le due grandi aeronavi diressero i loro timoni alla volta di Barcellona che raggiunsero alle ore 8.20 del giorno successivo, accolte dal re di Spagna Alfonso XIII.

### L'eclisse del "più leggero" e la trasformazione da aeroscalo in aeroporto
Alla fine degli anni venti del XX secolo, con la perdita d'importanza del "più leggero dell'aria" rispetto all'aeroplano e con la conseguente declassazione della specialità dirigibilistica nella Regia Aeronautica, anche l'aeroscalo di Pontedera perse progressivamente operatività e della precedente flotta rimase di stanza a Pontedera una sola aeronave: il dirigibile P.M. costruito da Umberto Nobile.
Questo fu anche l'ultimo dirigibile che lasciò Pontedera il 12 gennaio 1928.
Si chiudeva così un periodo glorioso per l'aeroporto e per l'intera città. Il "più leggero dell'aria" aveva creato grandi speranze ed aspettative ovunque, ma anche dubbi e perplessità sulla sua sicurezza; furono soprattutto i numerosi incidenti e le sciagure che si ripeterono in quegli anni un po' in tutto il mondo che dipinsero il dirigibile come un mezzo insicuro e poco efficace. Ricordiamo nel nostro paese la caduta del dirigibile N-4 ITALIA durante il viaggio di ritorno dal Polo Nord nella seconda trasvolata artica (1928) di Umberto Nobile e la relativa vicenda dei dispersi della Tenda Rossa.
Nel 1928 l'installazione fu riconvertita ad aeroporto militare per aerei e intitolato alla memoria del tenente Silvio Soli, caduto valorosamente in guerra il 23 luglio 1917 nella caduta del dirigibile M.12.
La pista di atterraggio vera e propria fu realizzata dalla Regia Aeronautica nel 1934, prima su prato, poi in terra battuta e successivamente cementificata; le dimensioni erano di 800 x 30 m.
Nel 1942 la pista fu potenziata, allungata da 800 m. a 1.130 m. e resa adatta all’impiego dei nuovi e più potenti aerei con la creazione di due quadroni di cemento sulla testata che offrivano un maggior spazio di virata e una zona di attesa più ampia per i velivoli. Il grande hangar "Savigliano", simbolo locale dei progressi dell'aviazione, fu smantellato; al suo posto erano già stati realizzati nel 1939 due hangar più piccoli ma funzionali all'uso degli aerei.

### L'arrivo della Piaggio
Durante la prima guerra mondiale l'industriale genovese Rinaldo Piaggio aveva acquistato alcune aziende meccaniche in provincia di Pisa. Nel 1924 aveva acquisito il controllo della CMN (Costruzioni Meccaniche Nazionali) di Pontedera, mutandone il nome in Officine Piaggio. Tale azienda meccanica si ingrandì notevolmente durante gli anni '30, aumentò il numero degli stabilimenti e del personale, iniziando la produzione prima di motori d'aereo e poi di velivoli militari, in particolare bombardieri. Ciò fu favorito dal sorgere nelle vicinanze dell'aeroporto e dalla linea ferroviaria ad esso collegata.
Le officine e gli stabilimenti Piaggio sorgevano in prossimità del Campo d'Aviazione. Nel corso degli anni tali strutture si ingrandirono a tal punto da inglobarne l'ingresso, la palazzina comando, e le caserme dell'ex aeroscalo.
Di particolare successo fu la produzione del quadrimotore Piaggio P.108, il primo bombardiere strategico italiano, che fu impiegato a lungo durante la seconda guerra mondiale dalla Regia Aeronautica.
Il P.108 fu progettato dall'ingegner Giovanni Casiraghi che aveva lavorato a lungo negli Stati Uniti d'America.
Nel 1936 Casiraghi fu nominato capo progettista della Piaggio, sostituendo l'ingegner Giovanni Pegna. Con il progetto del P.108, egli metteva in pratica le teorie sul dominio dell'aria di Giulio Douhet, il grande teorico della guerra aerea e del dominio dei cieli. Il primo volo del grande quadrimotore avvenne dall'Aeroporto di Pontedera il 24 novembre 1939.
A quello stesso velivolo è legato anche il ricordo di una tragedia avvenuta a Pisa il 7 agosto 1941, dove perse la vita Bruno Mussolini figlio terzogenito del Duce. Gli era stato assegnato il comando della 274ª Squadriglia Bombardamento a Grande Raggio (BGR), inquadrata all'interno del 46º Stormo con sede a Pisa e a questa squadriglia erano stati assegnati i nuovi bombardieri quadrimotori Piaggio P.108B. I motori del suo aereo, mentre era in fase di atterraggio sull'Aeroporto di Pisa, subirono un brusco calo di potenza. Non riuscendo a riprendere quota l'aereo si schiantò poco dopo. Nell'incidente persero la vita anche altri due aviatori.

### La Seconda guerra mondiale e il secondo dopoguerra

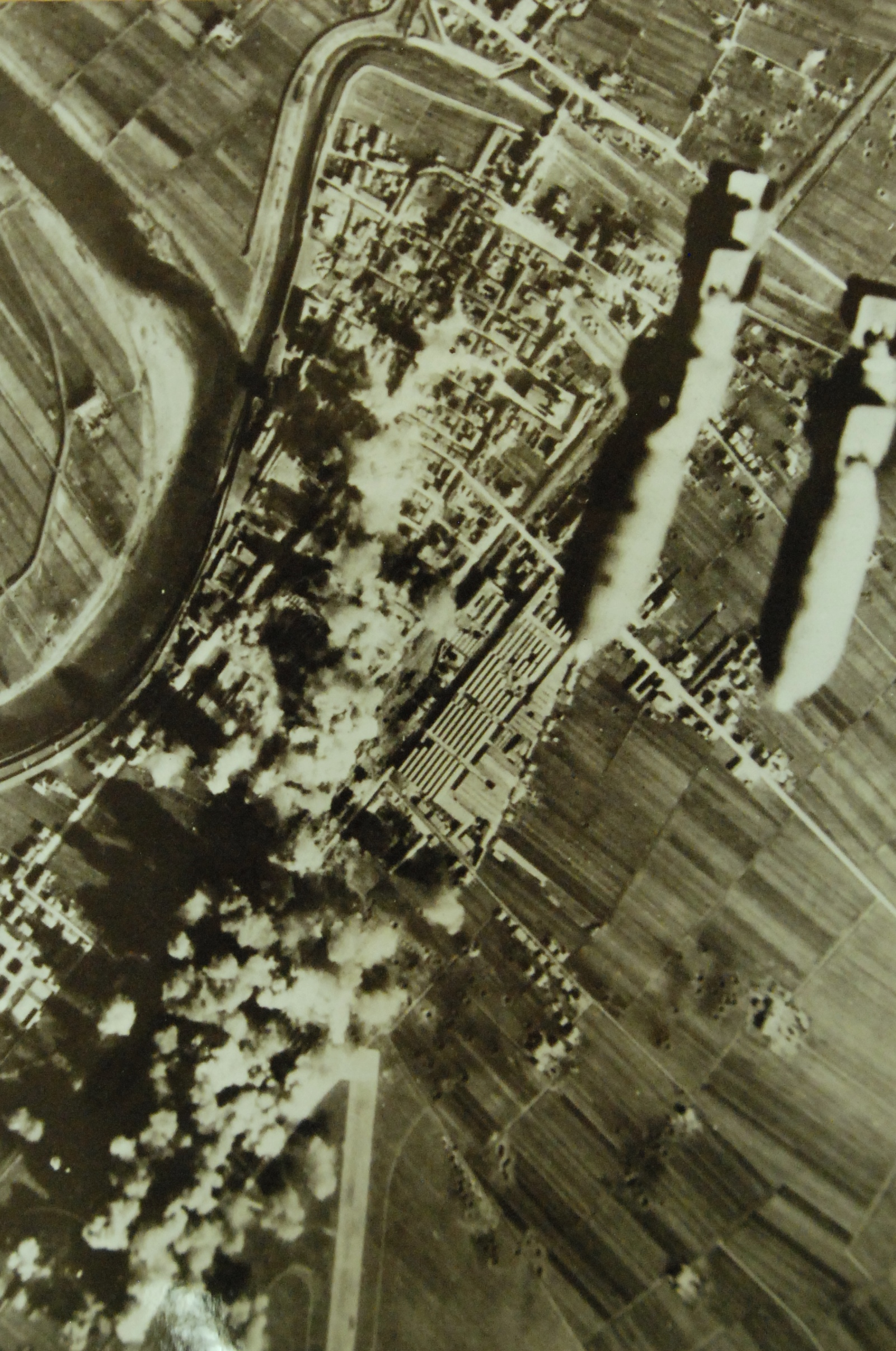
Bombardamento della stazione ferroviaria dagli Boeing B-17 della 15th U.S. Army Air Force. L'aeroporto è visibile nella parte in basso.

Durante la seconda guerra mondiale l'Aeroporto di Pontedera fu utilizzato prima dalla Regia Aeronautica, successivamente dall'Aeronautica Nazionale Repubblicana e dalla tedesca Luftwaffe. La struttura subì pensanti bombardamenti alleati e la pista fu resa inservibile.
Il 2 settembre 1944 gli anglo-americani presero Pontedera, si installarono nell’area Piaggio e occuparono l'aeroporto; iniziarono i lavori di ripristino per utilizzarlo nelle missioni di bombardamento nel Nord-Italia, contro le postazioni tedesche e della Repubblica Sociale. Per riparare le profonde buche delle bombe furono utilizzate le macerie degli edifici cittadini distrutti e una grande quantità di ghiaia prelevata dal letto del fiume Era. Dopo la stesura della ghiaia, furono installate sulla superficie ampie grate metalliche che consentivano il decollo e l’atterraggio come su piste pavimentate. La pista principale fu portata da 1.130 m. a 1.500 m.; ad essa furono affiancate sul lato Nord due nuove piste parallele, di cui una utilizzata esclusivamente dalla R.A.F. britannica. La superficie della base raggiunse una dimensione complessiva di 44 ettari.
Nell'immediato periodo post-bellico l'industria meccanica Piaggio fu riconvertita ad uso civile ed iniziò la produzione della celebre Vespa, ideata e progettata dall'ingegner Corradino D'Ascanio.
Proprio l'ingegner D'Ascanio, che dal 1932 era stato assunto da Rinaldo Piaggio, con lo scopo di ideare nuovi progetti in campo aeronautico, si era dedicato agli studi di un mezzo volante con pale rotanti che poi sarebbe divenuto l'elicottero. I primi prototipi del nuovo velivolo furono sperimentati sulla pista di Pontedera.

### La fine di un'epoca gloriosa
L'aeroporto di Pontedera dopo gli anni cinquanta del XX secolo perse progressivamente d'importanza a vantaggio del vicino aeroporto di Pisa. Pur rimanendo sotto il controllo dell'Aeronautica Militare (Italia) esso fu dato in gestione alla Piaggio che ne utilizzò la pista come percorso di prova per le Vespe e per gli altri motocicli prodotti negli stabilimenti.
Negli anni ’60 la pista fu penalizzata nella parte iniziale per la costruzione di nuovi capannoni Piaggio, ciò causò, per ragioni di sicurezza, la riduzione dello spazio di atterraggio di circa 500 m.
Di recente la pista che era l'unica struttura rimasta del vecchio aeroporto, è stata definitivamente smantellata. Al suo posto oggi sorge la nuova zona industriale pontederese, denominata PIP III.
La via Hangar, la via dell'Aeroporto e il tratto ferroviario ancora esistente sono le uniche infrastrutture rimaste che ricordano la presenza dell'aviazione a Pontedera, durante il XX secolo. Ad esse si aggiunge lo storico ristorante "Aeroscalo", che nacque proprio come locanda per i numerosi avieri e dirigibilisti che transitavano nella base di Pontedera. È in costruzione un nuovo centro direzionale del PIP3 denominato anch'esso Aeroscalo.
Attualmente il nominativo LIAT è stato trasferito all'aviosuperficie Valdera vicino a Capannoli, provincia di Pisa, e sede dell'Aeroclub di Pisa